# São José do Sabugi
São José do Sabugi is een gemeente in de Braziliaanse deelstaat Paraíba. De gemeente telt 4.115 inwoners (schatting 2009).
De gemeente grenst aan Santa Luzia en Santana do Seridó.